# Капсула за монета
Капсулата за монети е вид пластмасова капсула, предназначена да предотврати повреждането на монетите, като я предпазва от външни замърсители, драскотини и капки, като същевременно позволява монетата да се гледа през прозрачната обвивка. Монетни капсули обикновено се използват от колекционери на монети, нумизмати или компании предлагащи грейдване (на английски: Third-party grading), за да съхраняват и поддържат монетите в безопасност. Грейдването от оторизирани компании значително повишава стойността на монетата и към капсулата има защитно покритие и допълнителна информация за състоянието и др.

## Описание
По правило капсулите за монети са прозрачни, позволяващи да бъдат огледани свободно монетите. Изпълнени са от две части – капаче и основа. Капсулите обикновено са кръгли или правоъгълни, могат да са с различен радиус и дебелина. За целите на колекционерството могат да бъдат унифицирани като размер, където по-малките монети имат по-голям радиус капсула. Капсулите могат да предложат допълнителна защита, когато са херметически затворени или съдържат допълнителни пръстени, ограничаващи влагата и достъпа до въздух.
Предназначени за монети с различен радиус са универсалните капсули, които съдържат концентрични пръстени от полиетилен (обикновено черен или бял етилен винил ацетат), което позволява стегнато позициониране, създава бариера срещу замърсяване от въздуха и представя привлекателна граница подчертаваща качествата на монетата.
Съвременните юбилейни монети, които не са предназначени за циркулация в обращение, се предлагат с капсули, предназначени максимално да защитят съдържанието. Оптимално сигурни са пластмасовите капсули с химически инертен състав, без киселини и омекотители.

## Предназначение
Основното предназначението на капсулите е защитно – да изолират от влага и досега до повърхности, вкл. човешки допир, които могат да предизвикат корозия и нараняване на нумизматичния обект. Капсулите позволяват монетите удобно да бъдат разглеждани и подреждани в албуми, класьори и табли за монети. Капсулите могат да предпазват и хората, когато имат вреден за здравето състав, примерно високо съдържание на олово.

## Видове капсули
Разнообразният характер на размерите на монети е довел до това, че са на разположение широка гама от капсули с различен размер, всяка от които предлага различни нива или защита или сигурност.Някои видове капсули са проектирани с възможност за повторно отваряне, докато други, след като бъдат затворени, не могат да се отворят отново, без да се повреди капсулата.

## Галерия
- Монета с капсула в кутия
- Витрина с монети в капсули
- Капсулирано издание на монета под формата на карта